# Daulet Turłychanow
Daulet Bołatowicz Turłychanow (ros. Даулет Болатович Турлыханов; 18 listopada 1963 w Gieorgijewce) – kazachski i radziecki zapaśnik w stylu klasycznym. Trzykrotny olimpijczyk. Srebrny medalista z Seulu 1988 w kategorii 74 kg, brązowy w Barcelonie 1992 i czwarty w Atlancie 1996 w kategorii do 82 kg.
Pięciokrotny uczestnik Mistrzostw Świata; trzykrotny medalista, złoty w 1989. Mistrz Europy z 1987 i Igrzysk Azjatyckich z 1994. Mistrz Azji w 1995 i 1996. Trzeci w Igrzyskach Wschodniej Azji w 1997. Pierwszy w Pucharze Świata w 1986 i 1990 roku.
Pięciokrotny mistrz ZSRR (1987-91), w 1992. Mistrz WNP z 1992 roku. Po zakończeniu kariery Minister Turystyki i Sportu Kazachstanu.